# Конторович Віктор Мусійович
Конторович Віктор Мусійович — український фізик-теоретик і астрофізик, професор Харківського університету.

## Біографія
Народився 1931 року в Харкові. Вчився у школі № 131. 1954 року закінчив Харківський університет. Учителював, працював у Харківському фізико-технічному інституті.
В 1955—1986 працював в Інституті радіофізики та електроніки АН УРСР, від 1982 був завідувачем лабораторії теоретичної радіоастрономії та астрофізики. 1973 року захистив докторську дисертацію.
Від 1986 року працював у Радіоастрономічному інституті НАНУ.
Від 1962 викладав у Харківському університеті, від 1973 — на посаді професора кафедри космічної радіофізики.

## Наукові результати
Роботи Конторовича присвячені дослідженню стійкості розривних течій методами гідродинаміки та фізичної кінетики, теорії турбулентності, нелінійній оптиці, електронній теорії металів, астрофізиці (злиттю галактик, теорії пульсарів, джетів).

## Відзнаки
- Соросівський професор (2001)[1]

## Публікації

### Підручники
- О. Ю. Баннікова, В. М. Конторович, «Теоретична астрофізика», Навчально-методичний посібник. — Х.: ХНУ імені В. Н.Каразіна, 2010, — 80с.

### Науково-популярні книжки
- С. Я. Брауде, В. М. Конторович Радиоволны рассказывают о Вселенной. Київ, 1981; 2005; 2010

### Вибрані статті
- Теория турбулентности в гидродинамике и плазме // Изв. вузов. Радиофизика. 1974. Т. 17, № 4 (Б.Б.Кадомцев);
- Динамические уравнения теории упругости в металлах // УФН. 1984. Т. 142, №. 2;
- Линейные и нелинейные волны // Радиофизика и радиоастрономия. ч.1, 2001. Т. 6, № 3; ч.2, 2006. Т. 11, № 1;
- Acceleration and ejection of interacting ring vortices by radial flow // Phys.Lett.A. 2009. Vol. 373 (Е.Ю. Банникова);
- Электромагнитный смерч в вакуумном зазоре пульсара // ЖЭТФ. 2010. Т. 137, № 6